# Tudo
Tudo este un film românesc thriller din 2016 co-scris și regizat de Iura Luncașu. Rolurile principale au fost interpretate de actorii Aylin Cadîr, Oana Cârmaciu, Bogdan Dumitrescu, Mihai Smarandache, Pavel Ulici. Filmul a avut avanpremiera la 15 aprilie în Sibiu, la Ramada și premiera la 13 mai 2016.

## Prezentare
Tânărul Tudor (Mihai Smarandache) este un medic rezident promițător dar care n-are încredere în sine și în abilitatea sa de chirurg. Acesta se duce în secret în munți pentru găsi o fată sălbatică (Aylin Cadîr) despre care se crede ca este rănită. De această fată a aflat de la  un pacient care a decedat. Tudor speră că va reuși s-o opereze și s-o salveze pe fată și astfel va demonstra ca este demn de o carieră în chirurgie.

## Distribuție
- Aylin Cadîr - fata sălbatică[3]
- Oana Cârmaciu - Ilona, iubita lui Tudor
- Bogdan Dumitrescu - Belu
- Salex Iatma - Gigione
- Alec Secăreanu - Seba
- Mihai Smarandache - Tudor, tânăr medic rezident
- Pavel Ulici - Tatinelu

## Producție
A fost filmat în 14 zile în județul Sibiu, cu 17 oameni. Două zile filmările au avut loc la Gura Râului, unde începe povestea și  12 zile la Crinț. Bugetul filmului a fost de 4000 de euro.